# Die Kompanie der Knallköppe
Die Kompanie der Knallköppe ist eine deutsche Filmkomödie von 1971 der Lisa Film (München) mit vielen bekannten deutschen Schauspielern der damaligen Zeit.

## Handlung
Konteradmiral Dagobert von Kattnig entwickelt für die Bundesmarine ein Rettungssystem, abgekürzt A.R.SCH. Das Gerät soll von den Gebirgsjägern in Oberbayern getestet werden, und der Konteradmiral schickt seinen Sohn, Kapitän Heinz von Kattnig, und dessen Stabsbootsmann Wigbert Kraft zum Augenschein dorthin. Die Gebirgsjäger haben das Gerät jedoch gar nicht getestet, da sie meist damit beschäftigt sind, das beschauliche Leben zu genießen. Der Oberst ist daher sehr nervös, als er von der bevorstehenden Kontrolle erfährt. Am Bahnhof verwechselt Gebirgsjäger Ignaz Hund die beiden Vertreter Momme Schulz und Adam Kahlfuß mit den beiden Marinesoldaten. Diese spielen das Spiel mit, da sie kein Geld haben, um über die Runden zu kommen. Als die echten Marinesoldaten ankommen, ist das Chaos perfekt.

## Produktionsnotizen
Die Dreharbeiten erfolgten vom 30. August bis zum 29. September 1971 in Kiel, Hamburg, Klagenfurt und Umgebung. Die ausführlichen Flugeinlagen führte Herbert Thonhauser durch. Heinz Eickmeyer war Herstellungsleiter, Günther Eulau Produktionsleiter und Günter Sturm Aufnahmeleiter. Erstaufführung war am 3. Dezember 1971, den Verleih besorgte die Firma Constantin Film.

## Kritiken
Das Lexikon des internationalen Films urteilte: „Sämtliche Niveaugrenzen unterschreitende Militärklamotte.“
Filmecho/Filmwoche meinte, der Film sei vor allem „dank Gunther Philipps prachtvoller Feldwebel-Blödelei und Hans Terofals Deppereien à la Karl Valentin“ eine Gaudi geworden. Sie hätten Eddi Arent und Ilja Richter zu blässlichen Clowns degradiert. Überhaupt stünden Blödeleien hoch im Kurs: „Ostfriesenwitze und Karl Valentin bilden derzeit Marken, an denen sich auch Filmproduzenten orientieren können.“

## Trivia
- Adam Kahlfuß (Eddi Arent) wird im Film immer als Korvettenkapitän angesprochen obwohl er die Uniform bzw. den Dienstgrad eine Fregattenkapitäns trägt.
- Ilja Richter war bei den Dreharbeiten 19 Jahre alt und somit mindestens 20 Jahre zu jung um den Dienstgrad eines Stabsbootsmannes zu bekleiden.